# Un piccolo indiano
Un piccolo indiano (One Little Indian) è un film del 1973 diretto da Bernard McEveety, con James Garner e Vera Miles.
Pellicola prodotta dalla Disney, annovera nel cast anche la futura star Jodie Foster, all'epoca undicenne, e il futuro Premio Oscar Jerry Goldsmith alla musiche.